# Nowe Słone
Nowe Słone (dodatkowa nazwa w j. kaszub. Nowé Słoné; niem. Neu Slonnen) – mała kaszubska osada śródleśna w Polsce położona w województwie pomorskim, w powiecie kościerskim, w gminie Dziemiany w kompleksie leśnym Borów Tucholskich na zachodnim skraju Wdzydzkiego Parku Krajobrazowego. Osada wchodzi w skład sołectwa Kalisz.
W latach 1975–1998 miejscowość położona była w województwie gdańskim.